# 계양구 을
계양구 을은 대한민국의 국회의원 선거구이다. 인천광역시 계양구 일부를 관할한다. 현 지역구 국회의원은 공석이다.

## 역사
대한민국 제17대 국회의원 선거를 앞두고 계양구 선거구가 갑, 을로 분리되면서 신설되었다. 신설 당시 계양구 을 선거구가 계산동, 계양동을 관할하게 되었으며 나머지 지역은 계양구 갑에 포함되었다.
대한민국 제22대 국회의원 선거를 앞두고 계양구 갑 선거구로 계산1동, 계산3동을 넘기고 기존에 계양구 갑 선거구에 있던 작전서운동을 편입하는 선거구 개편이 있었다.

## 관할 구역
| 대수      | 관할 구역                                                            |
| --------- | -------------------------------------------------------------------- |
| 17대~21대 | 계양구 계산1동, 계산2동, 계산3동, 계산4동, 계양1동, 계양2동, 계양3동 |
| 22대~     | 계양구 계산2동, 계산4동, 작전서운동, 계양1동, 계양2동, 계양3동       |

## 역대 국회의원
| 선거   | 정당 | 정당         | 의원   |
| ------ | ---- | ------------ | ------ |
| 2004년 |      | 열린우리당   | 송영길 |
| 2008년 |      | 통합민주당   | 송영길 |
| 2010년 |      | 한나라당     | 이상권 |
| 2012년 |      | 민주통합당   | 최원식 |
| 2016년 |      | 더불어민주당 | 송영길 |
| 2020년 |      | 더불어민주당 | 송영길 |
| 2022년 |      | 더불어민주당 | 이재명 |
| 2024년 |      | 더불어민주당 | 이재명 |
| 2026년 |      |              |        |

## 역대 선거 결과

### 대한민국 제17대 국회의원 선거
|  | 56.24% |

|  | 37.38% |

|  | 6.37% |

### 대한민국 제18대 국회의원 선거
|  | 46.09% |

|  | 41.14% |

|  | 5.84% |

|  | 5.10% |

|  | 1.81% |

### 2010년 대한민국 재보궐선거
|  | 47.62% |

|  | 42.83% |

|  | 7.62% |

|  | 1.91% |

### 대한민국 제19대 국회의원 선거
|  | 56.26% |

|  | 43.73% |

### 대한민국 제20대 국회의원 선거
|  | 43.29% |

|  | 31.26% |

|  | 25.43% |

### 대한민국 제21대 국회의원 선거
|  | 58.67% |

|  | 38.74% |

|  | 1.74% |

|  | 0.83% |

### 2022년 대한민국 재보궐선거
|  | 55.24% |

|  | 44.75% |

### 대한민국 제22대 국회의원 선거
|  | 54.12% |

|  | 45.45% |

|  | 0.41% |

## 같이 보기
- 계양구
- 인천 계양구의 국회의원
- 인천광역시의 선거구